# A Bad Donato
A Bad Donato é um álbum do compositor brasileiro João Donato, gravado em 1970 e tendo como característica a fusão de MPB com jazz, funk rock e eletrônica. Mais tarde, revelou que não sabia o que queria nem como gravaria, mas teve na época todo o apoio da gravadora, a Blue Tumb Records.
Donato recebeu telefonema de Eumir Deodato que, após a audição de algumas músicas em versão demo, se ofereceu para fazer os arranjos, ele foi um dos vários músicos convidados por Donato a acompanhar a orquestra de Stan Kenton. Teve a participação de músicos como: Bud Shank, Oscar Castro Neves, Dom Um Romão e Paulinho Magalhães.
Em 2007, o disco foi eleito como o 76º melhor dos 100 maiores discos da música brasileira, uma lista feita pela revista Rolling Stone brasileira, juntamente de Quem é Quem no 90º lugar.

## Faixas
Todas as faixas são de autoria de João Donato
1. "The Frog (A Rã)" - 2:37
2. "Celestial Showers" - 2:36
3. "Bambu" 2:20
4. "Lunar Tune" 4:56
5. "Cadê Jodel? (The Beautiful One)" 2:07
6. "Debutante's Ball" 3:00
7. "Straight Jacket" 3:27
8. "Mosquito (Fly)" 2:59
9. "Almas Irmãs" 1:53
10. "Malandro" 2:31